# Homeboy
Homeboy és una pel·lícula estatunidenca dirigida per Michael Seresin, estrenada l'any 1988. Ha estat doblada al català

## Argument
Johnny walker (Mickey Rourke) és un cow-boy apassionat de la boxe. Els seus recents combats li han fet danys cerebrals que l'han obligat a anar a un centre de cura. En arribar, s'enamora de Ruby (Debra Feuer). Aquesta té molt en comú amb Johnny. Johnny és el millor amic de Wesley Pendergrass (Christopher Walken). Wesley i Johnny tenen una profunda amistat i Johnny idealitza el seu amic.
Més tard en la pel·lícula, Wesley vol utilitzar la força física de Johnny per ajudar-lo en la realització d'un atracament. Johnny haurà d'escollir entre l'amor de Ruby i la seva amistat amb Wesley.

## Repartiment
- Mickey Rourke: Johnny Walker
- Christopher Walken: Wesley Pendergass
- Debra Feuer: Ruby
- Thomas Quinn: Lou
- Kevin Conway: Grazziano
- Antony Alda: Ray
- Jon Polito: Moe Fingers
- Bill Slayton: Bill
- David Albert Taylor: Cannonball
- Matthew Lewis : Cotten
- Joseph Ragno: l'entrenador de Cotten
- Willy DeVille: el guardaespatlles de Moe
- Rubén Blades: el metge
- Sam Gray: el barber
- Dondre Whitfield: Billy Harrison

## Al voltant de la pel·lícula
- Destacar la presència de l'actor Stephen Baldwin, llavors desconegut, en el seu primer gran paper al cinema, interpretant un dels dos alcohòlics del Luna Park.

## Banda original
- Call Me If You Need Me, interpretada per Magic Sam
- I Want to Love You Baby, interpretada per Peggy Scott i Jo Jo Benson
- Pretty Baby, interpretada per J.B. Hutto & The New Hawks
- Living in the Real World, interpretada per The Breaks
- Mercy, interpretada per Steve Jones
- Fina and Dandy